# Rauno Esa Nieminen

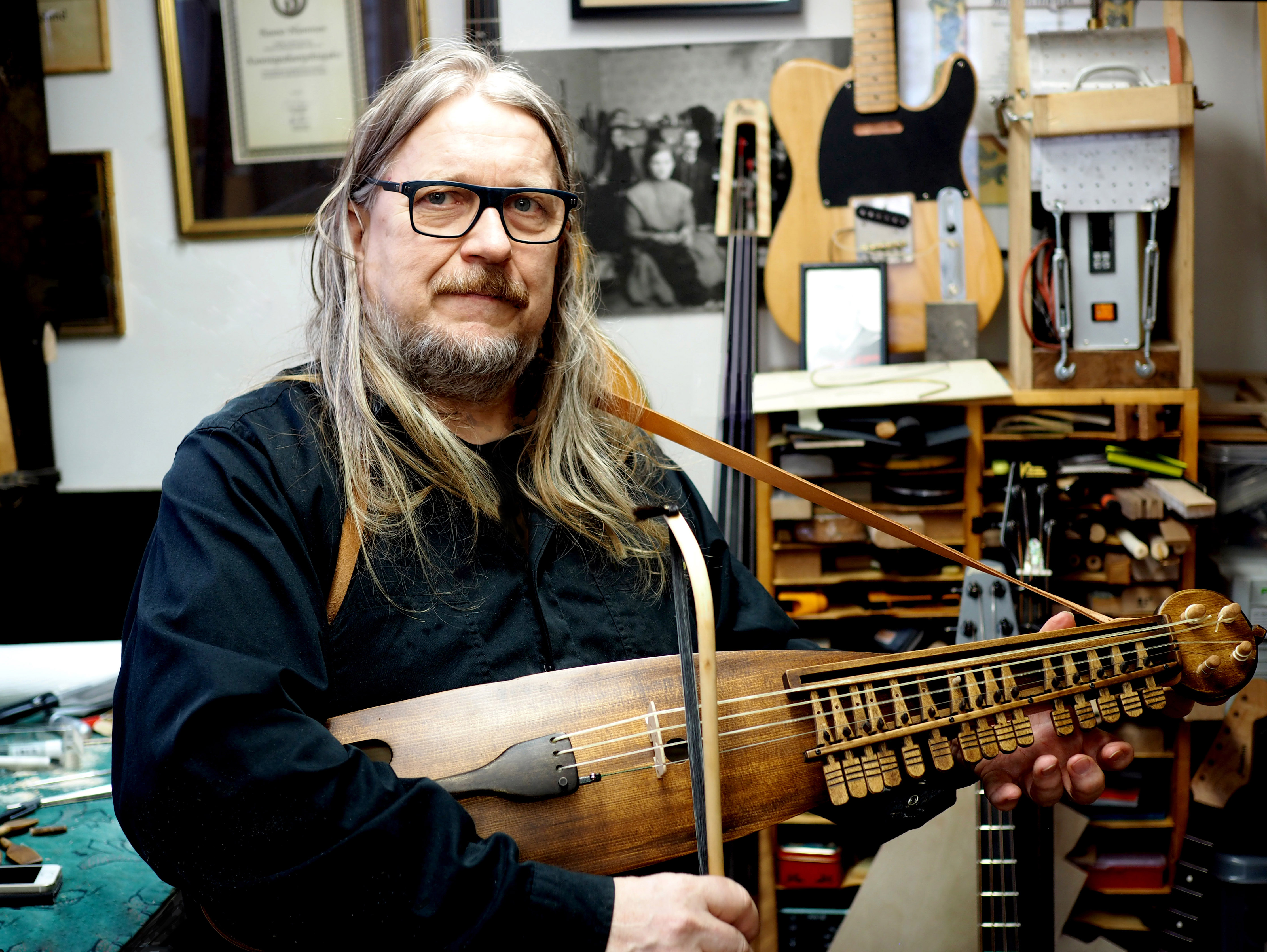
Rauno Esa Nieminen

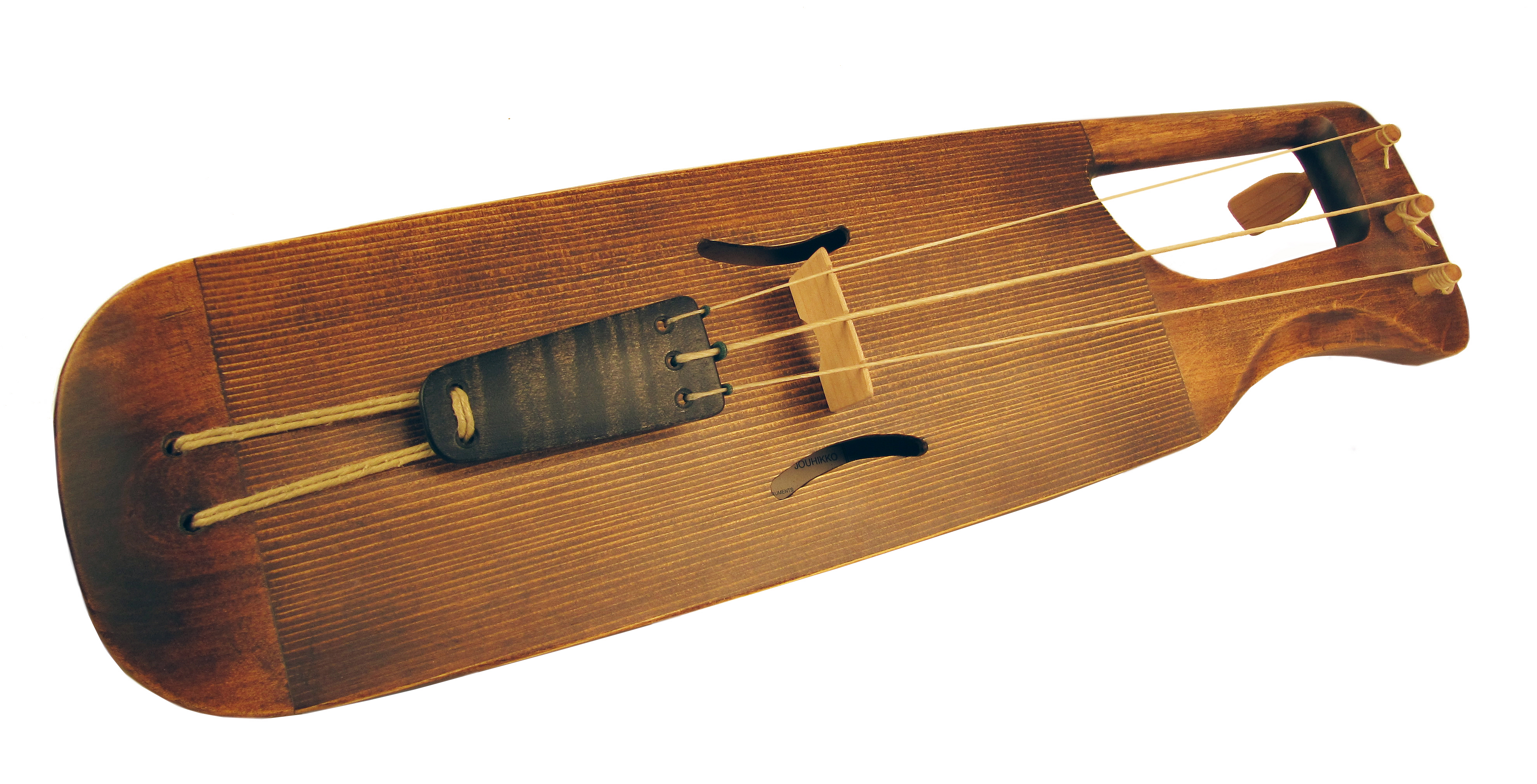
Jouhikko

Rauno Esa Nieminen (* 6. Juni 1955 in Vilppula, Finnland) ist ein finnischer Meister des Musikinstrumentenbaus, Musikinstrumentenbauer und Musiker.

## Leben und Werk
Die Arbeit des Musikinstrumentenbauers und Musikers begann er 1978 im Dorf Vilppula in Kolho. Von 1984 bis 2018 unterrichtete er Gitarrenbau an der Ikaalinen Craft and Applied Arts School. Er ist immer noch Lehrer an der Sibelius-Akademie und der Universität der Künste Helsinki.
Nieminen studierte an der Sibelius-Akademie, wo er 2008 einen Doktortitel in Musik erhielt. Das Thema der Dissertation war Soitinten tutkiminen rakentamalla – Esimerkkinä jouhikko (Studieren von Musikinstrumenten durch Bauen – Der Jouhikko als Beispiel).
Er spielt Kantele, Blasinstrument, Schlaginstrument, Gitarren, Mandolinen und verbeugte sich Leier s (Jouhikko). Er hat in mehr als 20 Ländern gespielt, darunter in Europa, Amerika, Asien und Afrika. Spielen Sie in den folgenden Orchestern: Ontrei, Ural Pop, Verde, Jouhiorkesteri, Teppanan Veljet, Stroka & Nieminen, Primo, Pohjola-Trio, World Mänkeri Orchestra.
Seit 1979 ist er hauptberuflich Musikinstrumentenbauer bei Jyrki Pölkki Musical Workshop 1979–1980, Kaustinen Musical Workshop 1981–1983, Landola Guitars 1992–1999 und Trade Name Rauno Nieminen 1980. Er baut Gitarren, Mandolinen, Bassgitarren, Kantele, Blechblasinstrumente und Jouhikko. Er ist Ehrenmitglied der European Guitar Builders 2016 und Ehrenvorsitzender der Finnish Guitar Builders Guild 2015.
Er hat zahlreiche Bücher, Audioaufzeichnungen und Zeitschriftenartikel geschrieben.

## Schriften (Auswahl)
- Soitinten tutkiminen rakentamalla – Esimerkkinä jouhikko (Studying Musical Instruments by Building Them – The Jouhikko as an Example). Sibelius-Akatemian kansanmusiikinosaston julkaisuja 12, 209 pages, 2008, ISBN 978-952-5531-48-0. Doctoral Thesis.
- Jouhikko – The Bowed Lyre. Sibelius Academy Folk Music Publications 28, Finnish Folk Music Institute Publications 61, 2017, ISBN 978-952-68365-2-2
- mit Heikkilä, Johannes: 30 vuotta ammatillista soitinrakennuskoulutusta Suomessa, IKATA 1984–2014 (30 years of professional musical instrument training in Finland, IKATA 1984–2014). 2015, ISBN 978-952-68365-0-8.
- mit Kastinen, Arja; Tenhunen, Anna-Liisa: Kizavirzi, karjalaisesta kansanperinteestä 1900-luvun alussa (Kizavirzi, on the Karelian folklore of the early 20th century). Temps Oy, Pöytyä, Finland, 2013, ISBN 978-952-93-2165-0.
- mit Väänänen, Timo; Rossander, Meri-Anna: Kantele eläväksi (The Kantele comes alive). Kantele eläväksi -hanke, Nurmeksen museo (The Kantele comes alive project, Nurmes Museum), Nurmes, Finland, 2011, ISBN 978-951-96797-3-0.
- mit Pölkki, Jyrki: Soiton synty (Die Geburt des Klangs von Musikinstrumenten), Ikaalinen, Finland, 2024, ISBN 978-952-68365-7-7, ISBN 978-952-68365-8-4 (pdf).
- Jousisitra ja Porthanin harpu. The Yearbook of Ethnomusicology, Vol. 17, S. 115–144, 2005. doi:10.23985/evk.101165
- Viisikielisen kanteleen rakennuspiirustuksia (Building drawings of a five string kantele). Kansanmusiikki-instituutti (Folk Music Institute), Kaustinen, Finland, 1984, ISBN 951-95411-1-X.